# Papà Gambalunga (singolo)
Papà Gambalunga è il settantaduesimo singolo discografico di Cristina D'Avena,pubblicato nel 1991 e distribuito da C.G.D. Messaggerie Musicali S.p.A.

## Il brano
Il brano era la sigla dell'anime omonimo, scritta da Alessandra Valeri Manera su musica e arrangiamento di Carmelo Carucci. Sul lato b è incisa la versione strumentale.

## Edizioni
Entrambi i brani sono stati inseriti nella compilation Fivelandia 9 – Le più belle sigle originali dei tuoi amici in TV e in numerose raccolte.

## Tracce
- LP: FM 13280

Lato A
1. Papà Gambalunga – 3:11 (Alessandra Valeri Manera-Carmelo Carucci)

Durata totale: 3:11
Lato B
1. Papà Gambalunga (strumentale) – 3:11 (Alessandra Valeri Manera-Carmelo Carucci)

Durata totale: 3:11